# RX J1131-1231
RX J1131-1231 is een superzwaar zwart gat-bevattende quasar die zich op ongeveer 6 miljard lichtjaar van de aarde in het sterrenbeeld Beker bevindt. In 2014 ontdekten astronomen dat de röntgenstraling die wordt uitgezonden afkomstig is uit een gebied binnen de accretieschijf dat zich ongeveer drie keer de straal van de waarnemingshorizon bevindt. Dit impliceert dat het zwarte gat ongelooflijk snel moet draaien om de schijf bij zo'n kleine straal te laten overleven. De meting van de rotatie van het zwarte gat is de eerste keer dat astronomen de rotatiesnelheid van een zwart gat direct hebben kunnen meten. Deze vaststelling werd gedaan door een team onder leiding van Rubens Reis van de Universiteit van Michigan met behulp van NASA's Chandra X-ray Observatory en de XMM-Newton telescopen van de Europese Ruimtevaartorganisatie. Het team observeerde de röntgenstraling in de binnenste regio's van de schijf die rond het zwart gat cirkelt dat de quasar voedt. Door de straal van de schijf te meten, konden de astronomen de rotatiesnelheid van het zwarte gat berekenen, die bijna de helft van de lichtsnelheid bedroeg. De snelle rotatie van de quasar wijst erop dat het zwarte gat wordt gevoed door een enorme toevoer van gas en stof. De metingen zouden echter niet mogelijk zijn geweest zonder een zeldzame opstelling van de quasar en een reusachtig elliptisch sterrenstelsel (dat zelf deel uitmaakt van een cluster van andere sterrenstelsels in het verlengde van de quasar) dat tussen de aarde en RX J1131-1231 ligt. Deze opstelling zorgde voor een viervoudige gravitatielens die het licht dat van de quasar afkomstig was, vergrootte. Het sterke gravitatielenseffect dat met RX J1131-1231 is geassocieerd, heeft ook gemeten tijdvertragingen veroorzaakt; dat wil zeggen dat in het ene beeld de gelensde quasar eerder zal worden waargenomen dan het andere beeld.

## Extragalactische planeten
Een populatie van ongebonden planeten tussen sterren met massa's variërend van Maan- tot Jupitermassa's is in 2018 voor het eerst bevestigd in het sterrenstelsel door het gebruik van een microlens.